# IC 2118

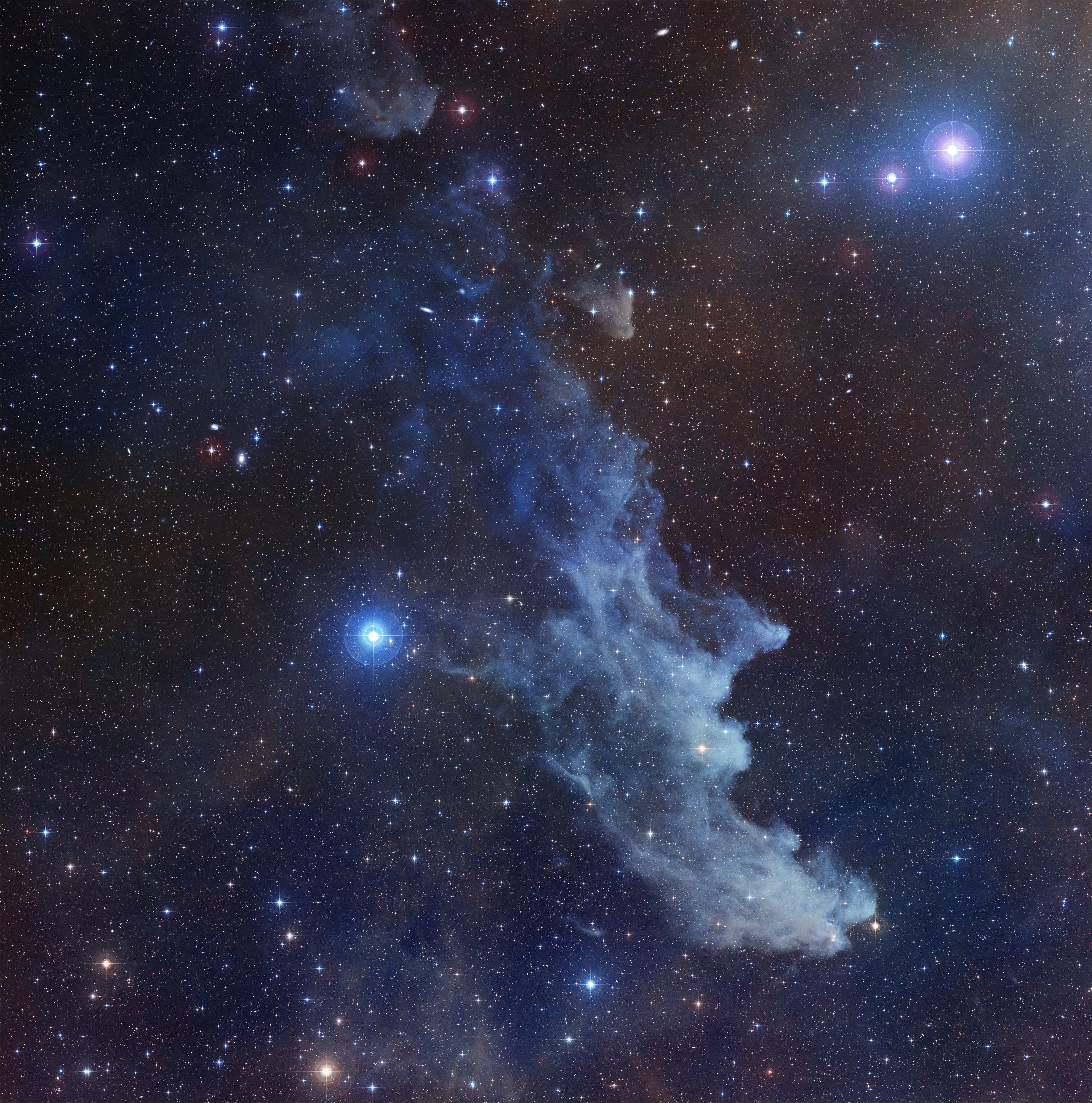
Відьмина Голова

Відьмина Голова (IC 2118) — відбивна туманність у сузір'ї Ерідана. Цей пиловий згусток доволі своєрідної форми пов'язаний із яскравою зіркою Рігель у сузір'ї Оріона. Вона світить в основному за рахунок випромінювання Рігеля, розташованого за горішнім правим краєм зображення. Сяйво зірки відбивається від туманності, що складається з дрібного пилу. Відтінки синього кольору пояснюються не лише тим, що Рігель ллє здебільшого промені в синій ділянці спектру, а також і тим, що пилинки розпорошують блакитне світло ефективніше, ніж червоне. Туманність перебуває завдальшки 1000 світлових років від Сонця. Площа туманності — 1,940 кв. градуса. Має той самий спектральний клас, що й Рігель, — B8Iae.